# Eucrossorhinus dasypogon
Eucrossorhinus dasypogon és una espècie de tauró orectolobiforme de la família dels orectolòbids. Són caçadors emboscats que viuen sobretot a les aigües càlides dels esculls de corall. Descansant sobre el terra o en una escletxa del corall, sembla més un embolic de taques que un depredador a l'aguait. Les seves mandíbules grans i fortes, i les dents fines i esmolades, són unes poderoses eines per atrapar les preses. Depreden invertebrats, cefalòpodes i alguns peixos en els fons marins guaitant amb els seus camuflatges.